# Ярослав (ім'я)
Ярослав — двоосновне чоловіче ім'я слов'янського походження, етимологія від слів «яр» (ярий) і «слав» (слава). тобто «ярий та славний» або «ярий славою». Відповідне жіноче ім'я — Ярослава. Відповідне германське ім'я — Роберт.
Ярослав — одне з небагатьох слов'янських імен у православних святцях. Іменини — 5 березня, 3 червня, 8 грудня. У наш час поширене в Україні, Росії, Чехії, Словаччині та Польщі.
Від імені Ярослав пішли назви міст Ярославль та Ярослав, а також прізвища Ярославлєв та Ярославський. Від назви міста Ярославль пішло прізвище Ярославцев.

## Відомі носії
- Ярослав Мудрий (*біля 983 — †20 лютого 1054) — державний діяч, великий князь київський.
- Ярослав Осмомисл (*1130-і роки — ↑1187) — князь галицький (1153–1187), син галицького князя Володимирка Володаровича.
- Ярослав Семенович Стецько (1912—1986) — український політичний та військовий діяч, активний діяч ОУН, з 1941 року — перший заступник Провідника ОУН Степана Андрійовича Бандери. У червні-липні 1941 року — голова Українського державного правління. Чоловік Ярослави Йосипівни Стецько.
- Ярослав Хомів (1915—1942) — діяч ОУН.
- Ярослав Гунька (нар. 1925) — український ветеран Другої світової війни 14-ї гренадерської дивізії Ваффен-СС ''Галичина''.
- Ярослав Андрійович Дякон (псевдо Дмитро, Мирон, Семен, Дон, 9-98 та інші; 1913—1948) — діяч ОУН, виконувач обов'язків голови Служби безпеки ОУН (б) з січня 1947 року й до своєї загибелі.
- Ярослав Степанович Пришляк (псевдо Самсон, Зорян, Джміль; 1911—2004) — український громадський та військовий діяч, член ОУН. Старший брат діяча ОУН Євгена Пришляка.
- Ярослав Іванович Мовчан (1957—2017) — український учений-еколог.
- Ярослав Васильович Тягнибок (1940—1984) — український спортивний медик та легкоатлет. Батько очільника ВО ''Свобода'' Олега Тягнибока.
- Ярослав Романович Дашкевич (1926—2010) — український історик, сходознавець, бібліограф, археограф. Доктор історичних наук (1994), професор (1996). Автор понад 1700 наукових та публіцистичних праць. Представник школи Михайла Грушевського.
- Ярослав Йосипович Грицак (нар. 1960) — український історик та публіцист. Доктор історичних наук, професор Українського католицького університету у Львові. Директор Інституту історичних досліджень Львівського національного університету імені Івана Франка.
- Ярослав Дмитрович Ісаєвич (1936—2010) — український історик та громадський діяч. Син громадського та політичного діяча Дмитра Григоровича Ісаєвича.
- Ярослав Михайлович Кендзьор (нар. 1941) — український політик, дисидент і політв'язень часів СРСР, народний депутат України шести скликань.
- Ярослав Павлович Кісь (1918—1986) — радянський та український історик. Батько філософа Романа Кіся.
- Ярослав Васильович Лупій (нар. 1946) — радянський та український кінорежисер та сценарист. Лауреат Республіканської премії ЦК ЛКСМ України імені Миколи Островського (1979). Народний артист України (2004). Кавалер ордена ''За заслуги'' III ступеня. Молодший брат письменника Олеся Лупія та першого директора Львівського історико-культурного музею-заповідника ''Личаківський цвинтар'' Григорія Лупія.
- Ярослав Павлович Мацелюх (нар. 1942) — український живописець, художник монументального мистецтва. Молодший брат радянської дисидентки Ольги Горинь та мікробіолога-генетика Богдана Мацелюха.
- Ярослав Васильович Лесів (1943—1991) — український дисидент і політв'язень часів СРСР, згодом — священник Української греко-католицької церкви.
- Ярослав Маркіянович Чуперчук (1911—2004) — український балетмейстер, етнограф, артист.
- Ярослав Миколайович Мотика (1943—2025) — український скульптор.
- Ярослав Іванович Рущишин (1967—2025) — народний депутат України IX скликання, український підприємець і громадський діяч.
- Ярослав Сергійович Харциз (нар. 1997) — український боксер.
- Ярослав Олександрович Амосов (нар. 1993) — український самбіст.
- Ярослав Володимирович Янушевич (нар. 1978) — український економіст, юрист, державний службовець, науковець, спортсмен. Заслужений економіст України, кандидат економічних наук (2009), доктор юридичних наук. Чемпіон світу з пейнтболу в категорії 40+. Державний службовець III рангу. Голова Херсонської обласної державної адміністрації з 3 серпня 2022 року по 24 січня 2023 року.
- Ярослав Іванович Мельничук (нар. 1958) — український письменник та драматург.
- Ярослав Іванович Железняк (нар. 1989) — український економіст, із 2017 року — радник прем'єр-міністра Володимира Гройсмана з парламентських відносин, викладач Київської школи економіки. Народний депутат України IX скликання від партії ''Голос''.
- Ярослав Романович Юрчишин (нар. 1980) — український громадський та політичний діяч, експерт у галузі адвокації та боротьби з корупцією.
- Ярослав Васильович Дубневич (нар. 1969) — український політик, народний депутат України 8-го та 9-го скликань. Молодший брат бізнесмена та політика Богдана Дубневича.
- Ярослав Мирославович Думанський (1959—2021) — український радянський футболіст. Син футболіста Мирослава Думанського.
- Ярослав Миколайович Красневич (1911—1998) — український художник та педагог.
- Ярослав Михайлович Стельмах (1949—2001) — український дитячий письменник, драматург, кіносценарист, прозаїк, перекладач. Член спілки письменників України, лауреат премій імені Миколи Островського (1984) та Івана Котляревського. Син письменника Михайла Панасовича Стельмаха.
- Ярослав Олегович Чорногуз (нар. 1963) — український поет, кобзар-бандурист, журналіст, громадський діяч. Син письменника Олега Федоровича Чорногуза, батько поетеси, волонтерки, військовослужбовиці, військового медика та розвідниці Ярини Чорногуз.
- Ярослав Миколайович Мельник (псевдо Роберт; 1919—1946) — український політичний та військовий діяч, воїн УПА.
- Ярослав Йосипович Мельник (нар. 1959) — український та литовський письменник, філософ, критик.
- Ярослав Дмитрович Антонович-Гординський (1882—1939) — український літературознавець, історик літератури, перекладач, педагог. Дійсний член Наукового товариства імені Шевченка (1914). Старший брат капелана Теофіла Антоновича-Гординського.
- Ярослав Олександрович Галан (1902—1949) — український та польський письменник, журналіст і педагог. Писав українською та польською мовами. Був членом Комунстичної партії Західної України (з 1924 по 1938 роки) та Всесоюзної комуністичної партії (більшовиків) (з 1939 року й до своєї загибелі). Користувався підтримкою радянської влади: його книги видавали стотисячними накладами в українських видавництвах, а твори включали до шкільної програми.
- Ярослав Олександрович Євдокимов (нар. 1946) — радянський, російський, білоруський та український співак (лірико-драматичний баритон). Народний артист Білоруської РСР (1987). Заслужений артист Російської Федерації (2006).
- Ярослав Олександрович Амосов (нар. 1993) — український самбіст.
- Ярослав Олександрович Сумішевський (нар. 1983) — російський естрадний співак.
- Ярослав Юрійович Дронов (нар. 1991) — російський естрадний співак, більш відомий під псевдонімом Shaman.
- Ярослав Чеславович Романчук (нар. 1966) — білоруський політичний діяч та економіст, заступник голови Об'єднаної громадянської партії (із квітня 2000 року). Кандидат у президенти Білорусі від Об'єднаної громадянської партії на виборах 2010 року.
- Ярослав Леон Івашкевич (1894—1980) — польський письменник, поет, драматург та перекладач.
- Ярослав Матей Франтишек Гашек (1883—1923) — видатний чеський письменик-сатирик, автор сатиричного роману ''Пригоди бравого вояка Швейка'', учасник Першої світової війни. У 1918—1920 роках служив у Червоній армії на Східному фронті, був членом ради депутатів Іркутська.